# 卡麗詩瑪·卡浦爾
卡麗詩瑪·卡浦爾（印度語：करिश्मा कपूर，暱稱：Lolo，1974年6月25日—）是活躍於二十世紀末期至今的印度演員，十分擅長歌舞。她亦是女演員卡琳娜·卡浦爾的姐姐。

## 早年生活

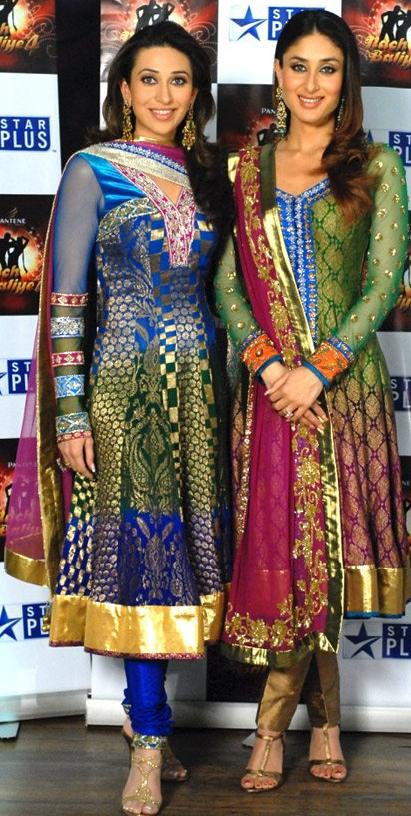
卡麗詩瑪和妹妹（右邊）。

卡麗詩瑪出生於印度著名的演藝世家卡浦爾家族：祖父是寶萊塢巨星拉吉·卡浦爾、父親蘭迪·卡浦爾及母親Babita、胞妹卡琳娜及其他親人（包括表弟蘭比爾）均是演員。她在家中被稱作「露露」（Lolo）。卡麗詩瑪在孟買的John Connon天主教學校學習至六年級，隨後開始演藝生涯。

## 個人生活
據傳，卡麗詩瑪在她的電影生涯當中數次同男主角擦出愛情火花。在1992至1995年期間，她的男友是演員阿傑·德烏根。2002年中印度傳媒報道她同演員阿彼錫·巴克罕訂婚，但是四個月后兩人宣告分手。
2003年9月23日，卡麗詩瑪嫁予企业家和富豪孫賈伊·卡浦爾（Sunjay Kapur），並暫時告別影壇。2005年3月女兒Samaira出生，傳聞兩人此時因為卡麗詩瑪復出問題關係一度緊張，但隨即又宣告和好如初。2010年她再誕下兒子Kiaan。兩人最終在2016年離婚。孫賈伊在2025年6月12日在伦敦意外离世。

## 外部連結
- 卡麗詩瑪·卡浦爾在互联网电影资料库（IMDb）上的資料（英文）
- 卡麗詩瑪·卡浦爾的Instagram帳戶